# Johannistal
Johannistal, teilweise auch Johannisthal oder Johannesthal, ist als ein Teil der ehemals selbstständigen Gemeinde Ihmert seit dem 1. Januar 1975 ein Ortsteil der Stadt Hemer in Nordrhein-Westfalen. Die Ortschaft liegt zwischen Bredenbruch im Norden und Ihmerterbach im Südwesten entlang der L 683.
Die Ortschaft Johannistal geht auf die Gründung einer Drahtrolle zurück, die im Jahr 1740 in eine Papiermühle umgewandelt wurde. In den ersten Jahrzehnten war die Bezeichnung Rabennest für dieses Gebiet im südlichen Bredenbruch gebräuchlich. 1779 wurde der Name Johannisthal dann erstmals erwähnt. 1885 hatte die Ortschaft 53 Einwohner.
In Johannistal befinden sich sowohl das evangelische Gemeindezentrum Bredenbruch als auch der evangelische Kindergarten.